# Phalacrocorax sulcirostris
Il cormorano nero (Phalacrocorax sulcirostris J. F. von Brandt, 1837) è un uccello appartenente alla famiglia dei Falacrocoracidi ampiamente diffuso nell'ecozona australasiana, nonché in Indonesia.

## Descrizione
Lungo circa 61 cm, presenta piumaggio completamente nero, senza alcun segno bianco.

## Distribuzione e habitat
Vive in Indonesia, Nuova Guinea, Australia e Nuova Zelanda.